# Volkány
Volkány (románul: Vulcan, németül: Wolkendorf, erdélyi szász nyelven Wulkersderf), falu Romániában, Maros megyében.

## Története
Apold község része. A trianoni békeszerződésig Nagy-Küküllő vármegye Segesvári járásához tartozott.

## Népessége
2002-ben 106 lakosa volt, ebből 61 román, 30 cigány, 16 magyar és 2 német.

## Vallások
A falu lakói közül  78-an ortodox, 16-an római katolikus és 12-en református hitűek.

## Híres emberek
- Itt született 1926-ban Kovács Apollónia Kossuth-díjas magyar előadóművész, népdalénekes, színésznő.